# Скаршув-Ґурни
Скаршув-Гурни (пол. Skarszów Górny, нім. Hohen Scharsow) — село в Польщі, у гміні Дембниця-Кашубська Слупського повіту Поморського воєводства.
Населення — 337 осіб (2011).
У 1975-1998 роках село належало до Слупського воєводства.

## Демографія
Демографічна структура станом на 31 березня 2011 року:
|          | Загалом | Допрацездатний вік | Працездатний вік | Постпрацездатний вік |
| -------- | ------- | ------------------ | ---------------- | -------------------- |
| Чоловіки | 176     | 50                 | 118              | 8                    |
| Жінки    | 161     | 49                 | 97               | 15                   |
| Разом    | 337     | 99                 | 215              | 23                   |